# شهرستان آتالایا
شهرستان آتالایا (به اسپانیایی: Distrito de Atalaya) یک منطقهٔ مسکونی در پاناما است که در استان براگواس واقع شده‌است. شهرستان آتالایا ۱۵۶ کیلومتر مربع مساحت و ۱۱٬۳۲۱ نفر جمعیت دارد.